# Dodó Escolà
Domingo Escolà i Balagueró, més conegut pel nom artístic de Dodó Escolà (Artesa de Segre, 16 de setembre de 1920 - Barcelona, juliol del 2005) va ser un cantant català.
Els seus pares tenien una fàbrica de xocolata i durant la guerra civil espanyola va combatre en la lleva del biberó, raó per la qual després hagué de fer set anys de servei militar. En 1945 va fundar l'Orquesta Domingo Escolà, però anys més tard adoptà el nom artístic Dodó Escolá i cantà en solitari. Fou força conegut als anys 50 i 60, amb dos èxits de públic com "¿Qué pasa en el Congo?", "El Otorrinolaringólogo" i "Que feliz es el pez en el agua". Va cantar en català però la seva discografia més abundant és en castellà. Va morir a Barcelona als 84 anys.

## Llista de les seves cançons
- Un lloro un moro i un mico
- Gitano català
- El Pinxo
- Mi buen humor
- Mañana es domingo
- Escudella de pagès
- Barcelona sí que és bona
- Loquifonia
- El rustifly,
- Después de seis tequilas,
- Setze jutges,
- El árbitro ideal,
- La naranja i el limón,
- Ya tenemos petróleo,
- Mustapha,
- Speedy Gonzales,
- Yo, tranquilo,
- El pez,
- Un dia de sol,
- Me gusta el rock,
- Souvenirs,
- Te ha gustado,
- El mandalín,
- Ojitos traïdores,
- El Principado,
- Amémonos así,
- Viva la vida,
- Personalidad